# Convention baptiste du Malawi
La Convention baptiste du Malawi (anglais : Baptist Convention of Malawi) est une association chrétienne évangélique d'églises baptistes au Malawi. Elle est affiliée à l’Alliance baptiste mondiale. Son siège est situé à Lilongwe.

## Histoire
La Convention baptiste du Malawi a ses origines dans une mission américaine du Conseil de mission internationale en 1959 . Elle est officiellement fondée en 1970 . Selon un recensement de l’association, en 2023 elle disait avoir 2,000 églises et 300,000 membres.

## Écoles
Elle compte un institut de théologie affilié, le Séminaire théologique baptiste du Malawi à Lilongwe .

## Services de santé
Elle a fondé le Senga Bay Baptist Medical Clinic à Salima .